# 辰泉駅
座標: 北緯35度49分8.4秒 東経128度32分15.7秒 / 北緯35.819000度 東経128.537694度
辰泉駅（チンチョンえき）は、大韓民国大邱広域市達西区にある大邱交通公社1号線の駅である。駅番号は 118。

## 駅構造
相対式ホーム2面2線の地下駅。
のりば
| ●1号線 | 大谷・舌化椧谷方面                 |
| ●1号線 | 月背駅・大邱駅・東大邱駅・安心方面 |

## 駅周辺
- Eマート月背店
- 国民銀行 辰泉駅支店
- 新韓銀行月背支店
- ハナ銀行辰泉洞支店

## 歴史
- 1997年11月26日 - 開業。
- 2007年5月10日 - 路線が大谷駅まで延伸され途中駅となる。

## 隣の駅
大邱交通公社
●1号線
大谷駅（117） - 辰泉駅（118） - 月背駅（119）